# Dekanat Głogów – św. Mikołaja
Dekanat Głogów – św. Mikołaja – jeden z 30 dekanatów diecezji zielonogórsko-gorzowskiej.

## Władze dekanatu
- Dziekan – ks. kan. Stanisław Brasse (od 3.10.2016)
- Wicedziekan – ks. kan. Andrzej Skoblicki (od 10.11.2022)
- Dekanalny ojciec duchowny – ks. kan. Janusz Jóźwiakowski (od 14.09.2020)
- Dekanalny duszpasterz młodzieży i powołań  - ks. Andrzej Pytlik (od 30.09.2021)

## Parafie
Dekanat podzielony jest administracyjnie na 11 parafii. Znajduje się tutaj 24 kościołów i 7 kaplic.
- Białołęka – parafia pw. Matki Bożej Bolesnej,
- Parafia Miłosierdzia Bożego w Głogowie (Osiedle Piastów Śląskich)
  - Kościół Miłosierdzia Bożego w Głogowie,
- Parafia św. Alberta Chmielowskiego w Głogowie (Stare Miasto)
- Parafia św. Mikołaja w Głogowie (Stare Miasto)
  - Kościół Bożego Ciała w Głogowie,
- Parafia Wniebowzięcia Najświętszej Maryi Panny w Głogowie (Pl. Kolegiacki)
  - Kolegiata Wniebowzięcia Najświętszej Maryi Panny w Głogowie,
- Parafia Najświętszego Serca Jezusowego w Głogowie (Osiedle Krzepów)
  - Kościół Najświętszego Serca Pana Jezusa w Głogowie,
- Grębocice – parafia pw. św. Marcina,
- Grodowiec – Parafia św. Jana Chrzciciela w Grodowcu – sanktuarium Maryjne w Grodowcu,
- Kwielice – Parafia św. Michała Archanioła w Kwielicach,
- Rzeczyca – Parafia św. Jadwigi Śląskiej w Rzeczycy,
- Serby – Parafia Świętych Apostołów Piotra i Pawła w Serbach,
- Wilków – Parafia św. Jana Nepomucena w Wilkowie;